# Giuseppe Cavo Dragone
Giuseppe Cavo Dragone (Arquata Scrivia, 28 febbraio 1957) è un ammiraglio italiano, presidente del comitato militare NATO dal 17 gennaio 2025 e in precedenza capo di stato maggiore della difesa dal 6 novembre 2021 al 4 ottobre 2024. Nel corso della sua carriera ha comandato svariati reparti navali, terrestri e aerei ed è stato anche capo di stato maggiore della Marina Militare.

## Biografia
Dopo essere entrato in Accademia navale nell'ottobre del 1976 (corso Invicti) ed esserne uscito nel 1980 e dopo un breve periodo a bordo della fregata Orsa, è scelto per frequentare le scuole di volo dell'U.S. Navy fino al settembre 1981. Quindi è imbarcato come pilota di elicotteri sul cacciatorpediniere Ardito, nel corso della missione in Libano. Dopo il servizio nell'Aviazione Navale, nel 1987 è promosso tenente di vascello, e passa al comando del cacciamine Milazzo fino al 1988.

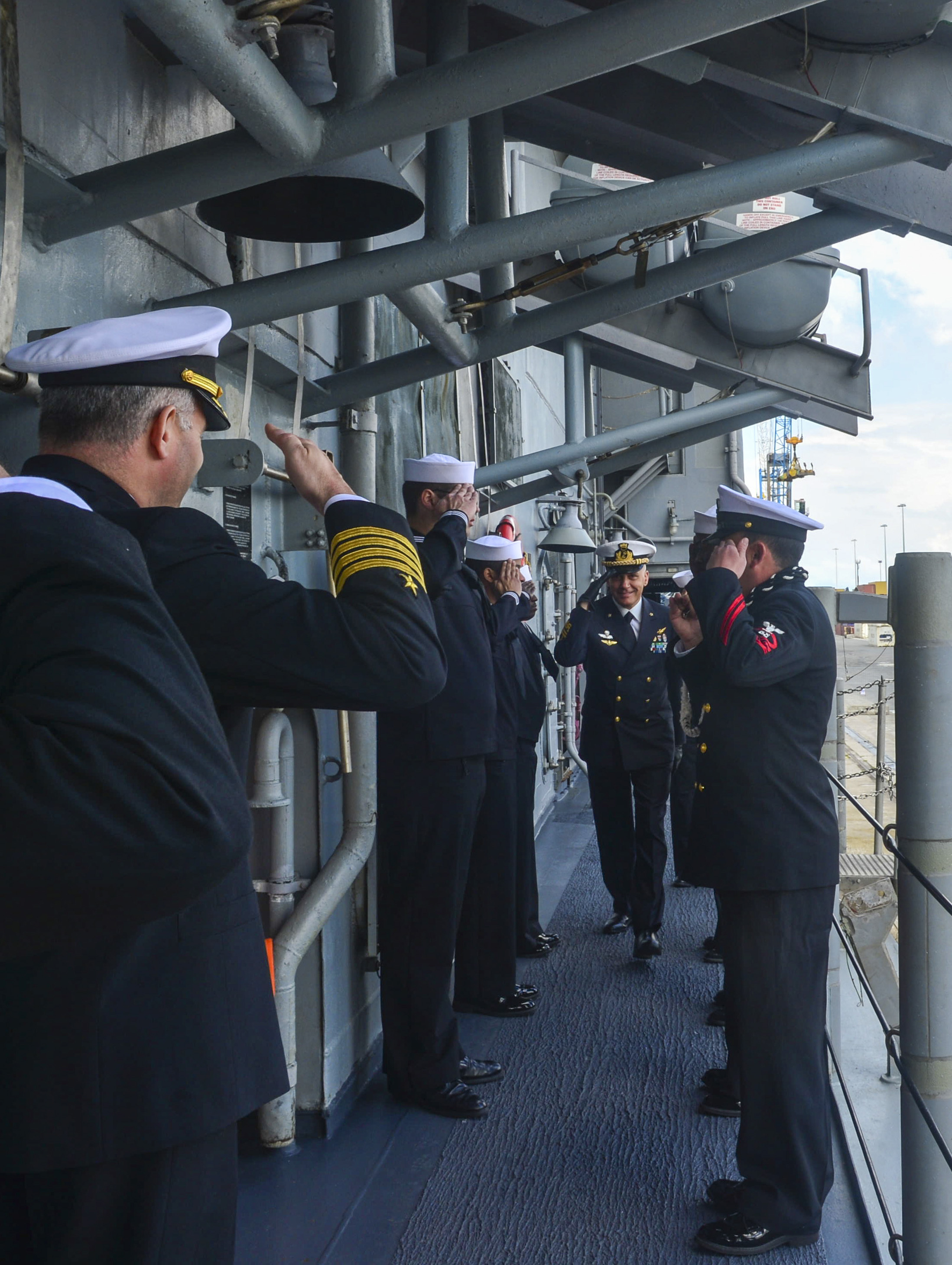
Cavo Dragone riceve gli onori sulla USS Monterey nel 2013

Conseguito nel 1990 il brevetto per i caccia convenzionali imbarcati e l'abilitazione di pilota di aviogetto negli USA, nel settembre 1991 diviene il primo comandante del Gruppo Aerei Imbarcati sulla portaeromobili Giuseppe Garibaldi fino al 1993. Passa poi al comando in capo della squadra navale come addetto alle operazioni e all'addestramento della componente aerea imbarcata. Nel 1996, con il grado di capitano di fregata, è passato al comando della fregata Euro, per tornare un anno dopo alla guida del Gruppo Aerei Imbarcati.
Dal 27 settembre 2002 al 16 ottobre 2004, con il grado di capitano di vascello, è stato il comandante della portaerei Giuseppe Garibaldi, in quel momento nave ammiraglia della flotta.
Dal 27 ottobre 2005 al 5 settembre 2008 ha ricoperto l'incarico di comandante dell'Aviazione Navale e di capo del 6º Reparto Aeromobili dello stato maggiore della Marina. In quel periodo è promosso contrammiraglio.
L'11 settembre 2008 è chiamato al vertice del Raggruppamento subacquei ed incursori (COMSUBIN). Completa così la sua esperienza di comando a bordo di navi, di forze aeree e di forze speciali.
Dal 13 ottobre 2011 al 17 ottobre 2014 ha ricoperto l'incarico di comandante dell'Accademia navale. Divenuto nel frattempo ammiraglio di divisione, dal 3 novembre 2014 al 26 giugno 2016 diviene capo del Comando interforze per le operazioni delle forze speciali.
Ha fatto parte del collegio peritale nominato dal GIP del tribunale di Grosseto in occasione dell'incidente probatorio disposto nell'ambito del procedimento penale relativo al naufragio della Costa Concordia.
Promosso ammiraglio di squadra nell'aprile 2016, dal 1º luglio 2016 ha assunto l'incarico di comandante del comando operativo di vertice interforze, e in questo incarico è il primo ufficiale generale non proveniente dalle file dell'esercito.
Dal 21 giugno 2019 diviene capo di stato maggiore della Marina Militare, nominato nel Consiglio dei ministri del 19 giugno, subentrando all'uscente ammiraglio Valter Girardelli.
Il 19 ottobre 2021 il Consiglio dei ministri lo promuove al grado di ammiraglio e lo nomina capo di stato maggiore della difesa, insediandosi il 6 novembre successivo. Resta in carica fino al 4 ottobre 2024.
Il 16 settembre 2023 i vertici delle forze armate dei Paesi NATO hanno designato l'ammiraglio Cavo Dragone quale prossimo presidente del comitato militare della NATO, sostituendo, a partire dal 17 gennaio 2025, l’ammiraglio olandese Robert Bauer. Il 9 dicembre 2024 il Consiglio dei ministri ha deliberato il conferimento dell'incarico.